# Ratavitsa
Ratavitsa (en macédonien Ратавица) est un village du nord-est de la Macédoine du Nord, situé dans la municipalité de Probichtip. Le village comptait 277 habitants en 2002.

## Démographie
Lors du recensement de 2002, le village comptait :
- Macédoniens : 274
- Autres : 3